# Van Dam van Isselt
Van Dam van Isselt is een geslacht dat Amersfoortse  en Utrechtse bestuurders en hoge militairen voortbracht.

## Geschiedenis
De stamreeks begint met Willem Iansz., leenman van de abdij van Sint-Paulus te Utrecht, die in 1413 met zijn vrouw wordt vermeld. Hun zoon Peter was van 1459 tot 1482 enkele malen schepen van Amersfoort; hij trouwde omstreeks 1450 met William van Dam waarna een zoon uit dat huwelijk zich Van Dam ging noemen. Door huwelijk in 1500 kwam Isselt in de familie Van Dam; vanaf de 18e eeuw noemen nazaten zich Van Dam van Isselt. In de kapel van Isselt zijn diverse herinneringen aan dit geslacht te vinden, waaronder glas-in-loodramen en rouwborden.
In 1940 werd het geslacht opgenomen in het genealogische naslagwerk Nederland's Patriciaat; heropname volgde in 1982.

## Enkele telgen
Peter Willemsz., schepen van Amersfoort in 1459, 1471, 1475, 1480 en 1482
- Willem van Dam Petersz, raad 1476, schepen en kameraar van de keuren 1483 en kerkmeester 1501 en 1502 van Amersfoort; trouwde in 1500 met Beyeraet van Isselt, houdster van het Hollandse leen Isselt, dochter van Jan van Ysselt Jan Ka(e)rmanssoon, heer (1463) van Isselt
  - Peter van Dam, beleend met het Hollandse leen Isselt 1 mei 1526, raad, vijve, schepen en kameraar van Amersfoort 1526-1553
    - Peter van Dam (1547-1629), schepen, kameraar, kerkmeester, weesmeester en burgemeester van Amersfoort 1579-1624, gedeputeerde ter Staten van Utrecht, lid Gedeputeerde Staten, heemraad van De Slaag
      - Mr. Willem van Dam (1596-1673), tweede burgemeester van Amersfoort (1626-1629), schepen en burgemeester 1634-1672 van Amersfoort, gedeputeerde ter Staten van Utrecht, lid Gedeputeerde Staten
        - Mr. Peter van Dam (1621-1706), advocaat (secretaris) Oost-Indische Compagnie 1652-1706 te Amsterdam, auteur van De Beschrijvinge van de Oostindische Compagnie
          - Mr. Willem van Dam (1652-1713), tweede advocaat en bewindhebber Oost-lndische Compagnie te Amsterdam, beleend met het Hollandse leen Isselt in 1686
            - Mr. Willem van Dam, heer van Pijlsweerd (1690-1778), burger, raad en schepen van Utrecht, extra-ordinaris gecommitteerde ter Staten van Utrecht, beleend met het Hollandse leen Isselt in 1733
              - Jacob van Dam, heer van Isselt (door koop 1775) en Pijlsweerd (1720-1783), raad, schepen, kapitein schutterij en thesaurier te Utrecht, ordinaris-gecommitteerde ter Staten van Utrecht
                - Mr. Willem van Dam, heer van Isselt (1757-1832), raad en schepen 1785-1787 van Amersfoort, ordinaris-gecommitteerde ter "pretense" vergadering Staten van Utrecht 1787, lid departementaal bestuur 1805 en municipaliteit 1811, raad van Utrecht 1813-1824
                  - Mr. Jacob van Dam van Isselt (1785-1845), president rechtbank Amersfoort, lid Provinciale Staten van Utrecht
                    - Jacob Thomas Theodoor Carel van Dam van Isselt (1842-1916), generaal-majoor infanterie, gouverneur KMA 1898-1900, inspecteur militair onderwijs, voorzitter Centrale Gezondheidsraad
                      - Willem Edmond van Dam van Isselt (1870-1951), generaal-majoor artillerie, luitenant-generaal titulair, directeur Hogere Krijgsschool (1920-1925)
                        - Mr. drs. Henriette van Dam van Isselt (1895-1972), kunsthistorica en vertaalster; trouwde in 1922 met Asser Benjamin Kleerekoper (1880-1943), Tweede Kamerlid
                        - Ir. Jacob van Dam van Isselt (1903-1994), hoofddirecteur Gemeentelijke Energie- en Vervoerbedrijf te Utrecht, hoofddirecteur N.V. Nederlandse Gasunie
                          - Dr. Henriette Romberta (Jet) van Dam van Isselt (1941), taalkundige

                      - Lucie van Dam van Isselt (1871-1949), kunstschilderes; trouwde (1) in 1892 met ir. Evert Cornelis Ekker (1858-1943), kunstschilder en  trouwde (2) in 1909 met Albert Charles Auguste Plasschaert (1874-1941), letterkundige

                    - Gerard Edmond Henri Willem van Dam van Isselt (1845-1917), majoor infanterie titulair
                      - Mr. Edmond Willem van Dam van Isselt (1879-1959), adjunct-directeur Centraal Bureau voor de Statistiek
                        - Edmond Willem Pieter van Dam van Isselt (1915-2005), diplomaat, directeur Nijgh & Van Ditmar N.V.
                          - Louise Elise van Dam van Isselt (1948); trouwde in 1973 met mr. Alphert Willem Jabes van Beeck Calkoen (1946), burgemeester

                  - Edmond Willem van Dam van Isselt (1796-1860), lid van de Eerste Kamer en de Tweede Kamer
                    - Mr. Thomas van Dam van Isselt (1816-1876), gerechtsgriffier
                      - Jacqueline Marie Claire van Dam van Isselt (1855-1939); trouwde in 1879 met jhr. mr. Edmond Willem Ferdinand Wttewaall van Stoetwegen (1840-1908), diplomaat en telg uit het geslacht Wttewaall

              - Laurentia Clara Elisabeth van Dam, vrouwe van Pijlsweerd (1760-1832); trouwde in 782 met jhr. mr. Willem Engelen (1754-1836),  lid Vergadering van Notabelen, buitengewoon lid Staten-Generaal der Verenigde Nederlanden, lid Provinciale Staten van Gelderland, telg uit het geslacht Engelen

Geslachten die opgenomen zijn in het sinds 1910 verschijnende genealogische naslagwerk Nederland's Patriciaat. Lijst volgens opgave van het CBG Centrum voor familiegeschiedenis.
A · B · C · D · E · F · G · H · I · J · K · L · M · N · O · P · Q · R · S · T · U · V · W · Y · Z